# Bryum taoense
Bryum taoense là một loài rêu trong họ Bryaceae. Loài này được Thér. mô tả khoa học đầu tiên năm 1921.